# Kalwaria Zebrzydowska

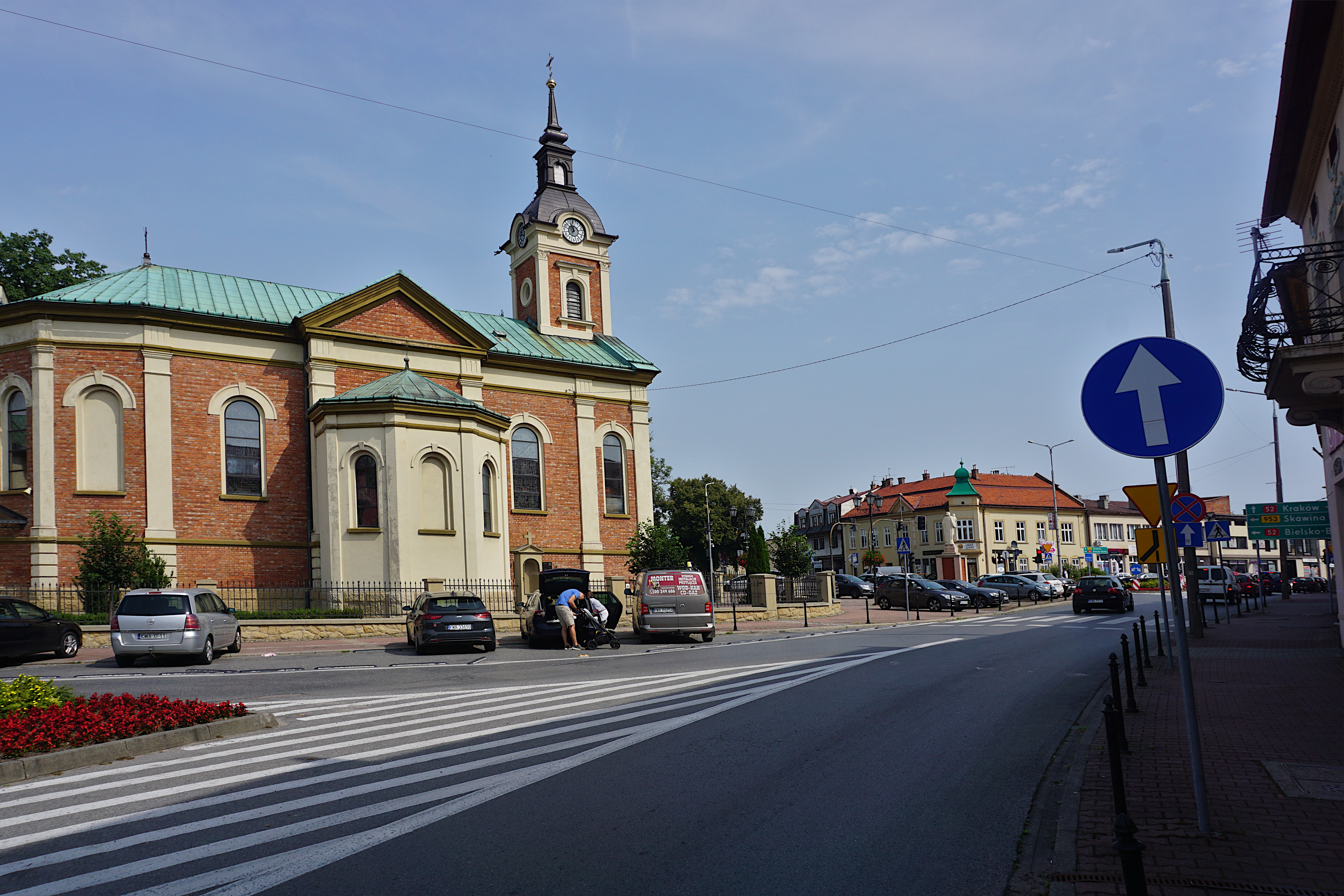
Na rynku

Kalwaria Zebrzydowska – miasto w południowej Polsce, w województwie małopolskim, w powiecie wadowickim, siedziba gminy Kalwaria Zebrzydowska, założone w pierwszej poł. XVII w. przez wojewodę krakowskiego Mikołaja Zebrzydowskiego. Jest jednym z ośrodków miejskich aglomeracji krakowskiej.
Według danych GUS z 1 stycznia 2024 r. miasto liczyło 4300 mieszkańców.
Kalwaria Zebrzydowska jest ośrodkiem ruchu pielgrzymkowego do sanktuarium pasyjno-maryjnego oo. bernardynów, które w 1999 r. (manierystyczny zespół architektoniczny i krajobrazowy oraz park pielgrzymkowy z XVII wieku) zostało, jako jedyna kalwaria na świecie, wpisane na listę światowego dziedzictwa UNESCO.

## Położenie
Miasto położone na Pogórzu Wielickim, na wysokości 335–400 m n.p.m., u stóp góry Żar, nad rzeką Cedron.
Powierzchnia miasta wynosi 5,50 km² (1 stycznia 2024).

## Transport
Miasto przecina droga krajowa nr 52 Głogoczów – Bielsko-Biała (3,79 km), która jest częścią połączenia komunikacyjnego prowadzącego z granicy państwa w Cieszynie do Krakowa, oraz droga wojewódzka nr 953 Kalwaria Zebrzydowska – Skawina (1,29 km), ponadto zbiegają się w nim linie kolejowe z Krakowa do Zakopanego (linia kolejowa nr 97) i z Bielska-Białej (linia kolejowa nr 117). W mieście są dwie stacje kolejowe: Kalwaria Zebrzydowska oraz Kalwaria Zebrzydowska Lanckorona.

## Przemysł i gospodarka
Ośrodek rzemiosła meblowego. Co roku organizowane są Targi Meblowe, na których rzemieślnicy wystawiają własne wyroby. W ciągu roku czynna jest ekspozycja w dwóch pawilonach Cechu Rzemiosł Różnych, który skupia rzemieślników z wszystkich branż.

## Walory turystyczne

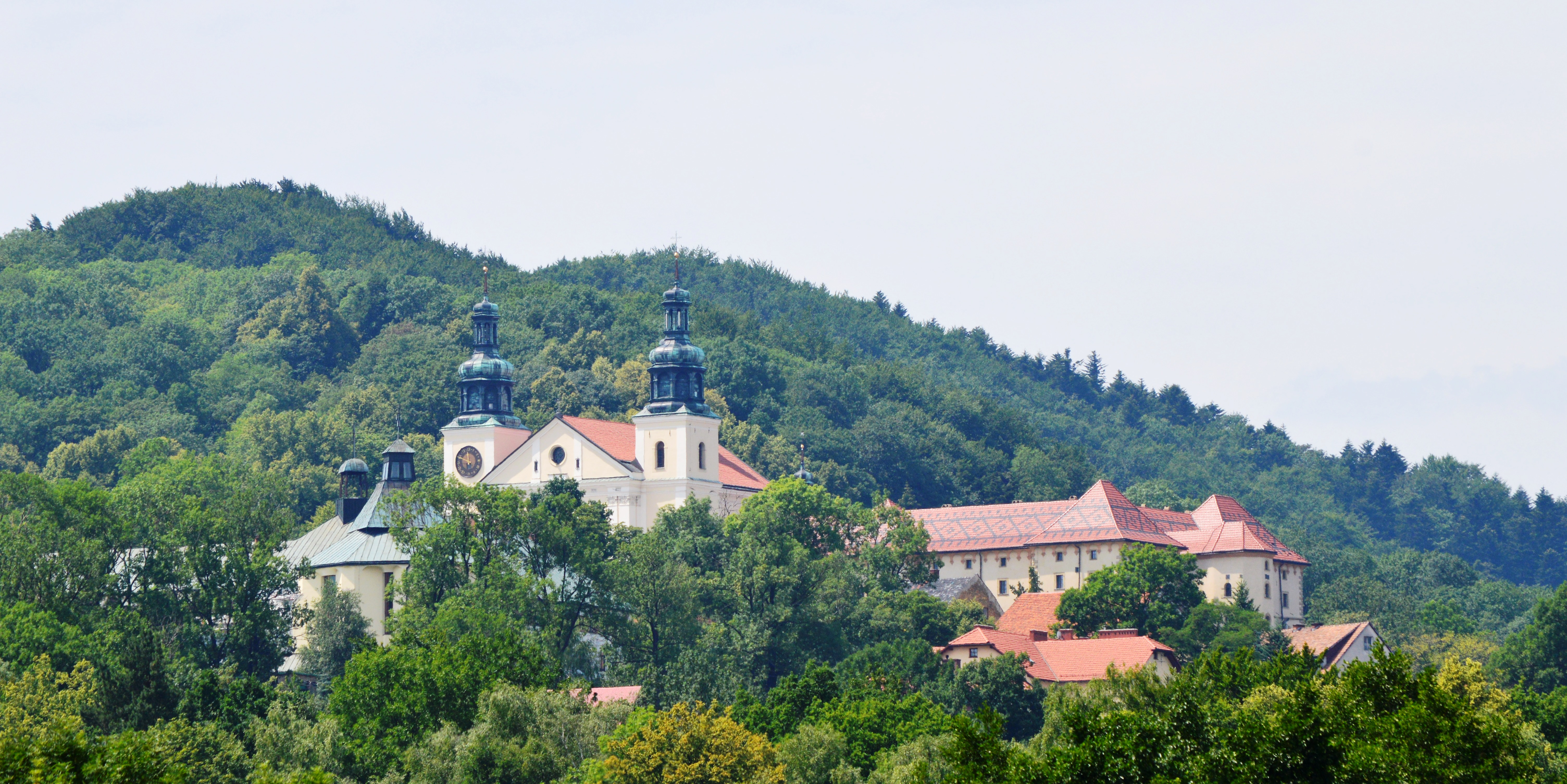
Kalwaria Zebrzydowska – Klasztor oo. Bernardynów

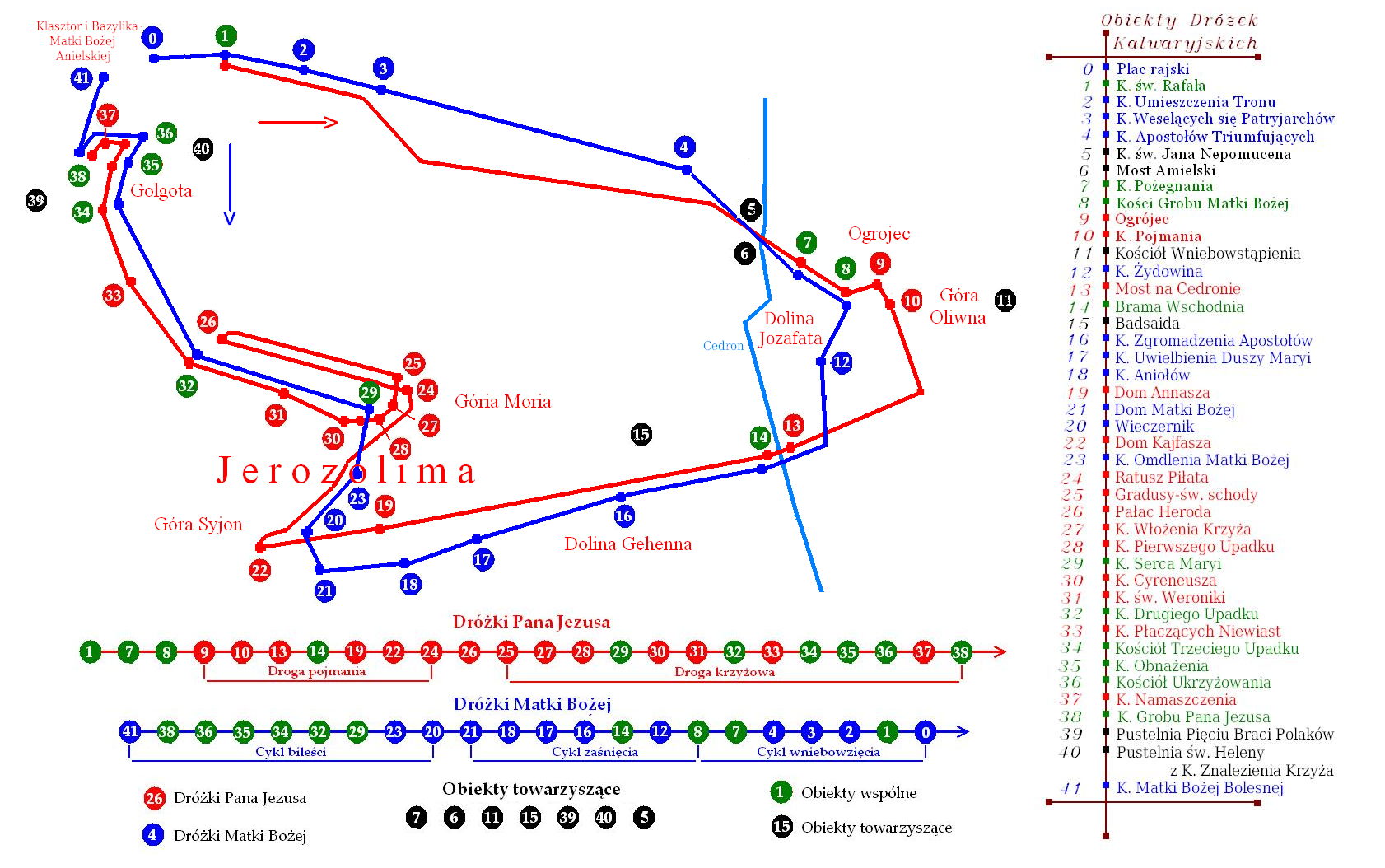
Trasy dróżek w Kalwarii Zebrzydowskiej

Kalwaria Zebrzydowska jest ośrodkiem ruchu pielgrzymkowego do położonego na szlaku papieskim, sanktuarium pasyjno-maryjnego oo. bernardynów, w skład którego wchodzi położony między górami Żar i Lanckoroną:
- Klasztor i Bazylika Matki Boskiej Anielskiej wzniesiona w stylu manieryzmu niderlandzkiego, następnie rozbudowana w stylu barokowym, przechodzącą w rokoko. W jednej z bocznych kaplic umieszczony jest cudowny wizerunek Matki Bożej Kalwaryjskiej[3].
- 42 kaplice i kościoły – Dróżki Pana Jezusa (28 stacji), Dróżki Matki Boskiej (24 stacje)[3].

Turyści mogą oglądać wkomponowane w otoczenie kościółki, kapliczki i figury. Przejście każdego ze szlaków zajmuje ok. trzy godziny. Najcenniejszym zabytkiem sakralnym w Kalwarii jest wizerunek Matki Bożej Kalwaryjskiej w kaplicy Zebrzydowskich.
Kalwaryjską specyfiką są odgrywane w okresie Wielkiego Tygodnia niezwykle barwne misteria pasyjne oraz w sierpniowy odpust Zaśnięcia i Wniebowzięcia NMP. Kalwaryjskie uroczystości należą do najbardziej okazałych w Polsce.

## Architektura
Zespół sanktuarium został w 1999 wpisany na listę światowego dziedzictwa kulturalnego i przyrodniczego UNESCO.
Do innych zabytków należą:
- w obrębie zespołu klasztornego, poza kościołem i klasztorem oraz założeniem kalwaryjskim, także (nr rej.: A-739 z 23.11.1999):
  - budynek gospodarczy z krużgankami,
  - ogród klasztorny,
  - mur obronny z bastionami i kaplicami,
  - 3 domy, ul. Bernardyńska 38, 40, 44,
  - oficyna z bramą pałacu Czartoryskich, ul. Bernardyńska 25,
  - ogród (teren) pałacowy Czartoryskich,
- układ urbanistyczny z założeniem kalwaryjskim i miejscowościami Brody i Bugaj, XVII w. (nr rej.: A-392/81 z 8.04.1981),
- ogród i dworek – pracownia Wojciecha Weissa (nr rej.: A-497 z 4.05.1987),
- willa drewniana, ul. Krakowska 21, 1898–99 (nr rej.: A-148/M z 9.06.2008),
- kościół św. Józefa (nr rej. A-1468/M z 8.03.2017).

Miasto jest punktem wyjścia na szlaki turystyczne prowadzące m.in. do Makowa Podhalańskiego oraz na Koskową Górę.
Przeważa krajobraz rolniczy z dużymi kompleksami leśnymi, z górującymi nad okolicą dwoma masywami – Lanckoroną z ruinami średniowiecznego zamku i górą Żar.

## Kultura
Poniższa lista przedstawia instytucje kulturalne działające na terenie miasta mające na celu rozpowszechnianie oraz wspieranie lokalnego folkloru i ruchu artystycznego:
- Centrum Kultury Sportu i Turystyki
- Towarzystwo Przyjaciół Kalwarii Zebrzydowskiej

Do imprez organizowanych w Kalwarii Zebrzydowskiej o charakterze ponadregionalnym należą Dni Kalwarii, oferujące: imprezy sportowe, rekreacyjne, rodzinne, prezentacje artystyczne, występy znanych gwiazd polskiej estrady.
Zespoły i orkiestry działające na terenie gminy:
- Kalwaryjska Orkiestra Dęta (zmiana nazwy od 2024 r.)
- Orkiestra Dęta OSP Przytkowice
- Orkiestra Dęta Leńcze

- Zespół regionalny "Sami Swoi"

W Kalwarii Zebrzydowskiej działają: Biblioteka Publiczna im. Stanisława Wyspiańskiego oraz Biblioteka Wyższego Seminarium Duchownego oo. Bernardynów, prowadzące czytelnie dla dzieci i dorosłych.

## Demografia

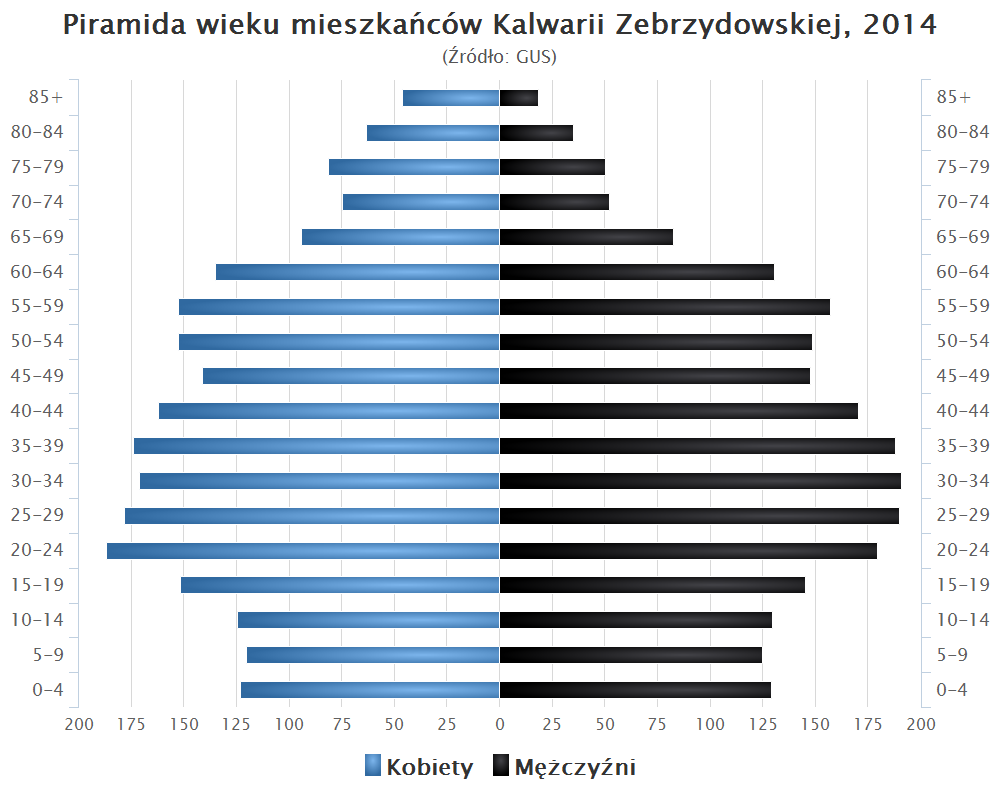
Piramida wieku mieszkańców Kalwarii Zebrzydowskiej w 2014 roku

## Sport
Na terenie Kalwarii Zebrzydowskiej znajduje się: stadion sportowy z sześciotorową bieżnią lekkoatletyczną oraz widownią na 3000 miejsc, boiskami do gier małych (siatkówka, koszykówka, piłka ręczna), boisko do piłki nożnej, lodowisko (zimą) oraz pawilon klubowy z hotelem (z sauną, świetlicą i kawiarnią).
Miasto posiada klub sportowy MKS Kalwarianka oraz Parafialny Klub Sportowy Święty Józef.

## Historia
Historia miasta sięga początków XVII w., kiedy to Mikołaj Zebrzydowski – wojewoda krakowski ufundował w 1602 roku budowę klasztoru i zespołu kaplic Dróg Męki Pańskiej na wzgórzu Żarek na wzór Kalwarii Jerozolimskiej.
- 1617 – założenie małego, prywatnego miasta Zebrzydów w powiecie śląskim województwa krakowskiego, przy drodze z klasztoru do Zebrzydowic, w celu pomieszczenia i wyżywienia pielgrzymów, przybywających na liczne odpusty[7].
- 1631 – druga lokacja miasteczka określająca prawa i obowiązki mieszczan[7].
- 25 lipca 1640 – Jan Zebrzydowski nadał nową lokację miasteczka Zebrzydów, zmieniając jednocześnie jego nazwę na Nowy Zebrzydów, nadaje nowe przywileje (organizację miejską na prawie magdeburskim), herb rodowy Zebrzydowskich (Radwan) oraz określając granice miasta. Wytyczono rynek, określono rodzaj zabudowy, targi oraz m.in. zakaz osiedlania innowierców. Miasteczko rozciągało się wtedy wzdłuż ulicy prowadzącej do klasztoru[7].
- 5 maja 1641 – bernardyni otrzymali obraz Matki Bożej płaczącej – początek kultu maryjnego[7].
- 1655 – Kalwaria i Lanckorona zostały zajęte przez Szwedów. Podczas potyczek Szwedów plądrujących klasztor z przybyłymi na pomoc chłopami zginęło wielu zakonników, a klasztor został ograbiony z kosztowności. Okupacja szwedzka 1655–1660 zahamowała rozwój miasta[7].
- 9 kwietnia 1667 – umarł Michał Zebrzydowski – jego dobra przeszły w ręce rodziny Czartoryskich wskutek poślubienia przez Annę Zebrzydowską Jana Karola Czartoryskiego[7].
- 1715 – roku po wielkim pożarze, Józef Czartoryski nadał nową lokację miastu – powstała nowa zabudowa miasta[7].
- 1729–1731 – budowa pałacu Czartoryskich (teren obecnego Wyższego Seminarium Duchownego)[7].
- 1772 – I rozbiór Polski – miasto znalazło się w zaborze austriackim oraz otrzymało nową nazwę Kalwaria. Funkcjonowała stacja solna oraz komora celna dla soliny z Bochni, skąd była transportowana do Austrii, a do miasta przybyli rzemieślnicy.
- 1786–1790 – budowa traktu środkowogalicyjskiego, prowadzącego ze Lwowa do Białej (dzisiejsze Bielsko-Biała) – głównego traktu komunikacyjnego Galicji[7].
- 1835 – wygasł ród Czartoryskich[7].

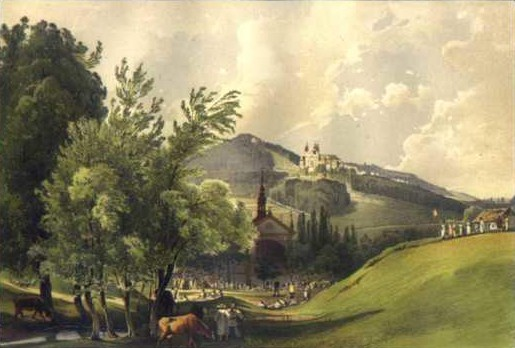
Kalwaria na starym obrazie z 1843 r.

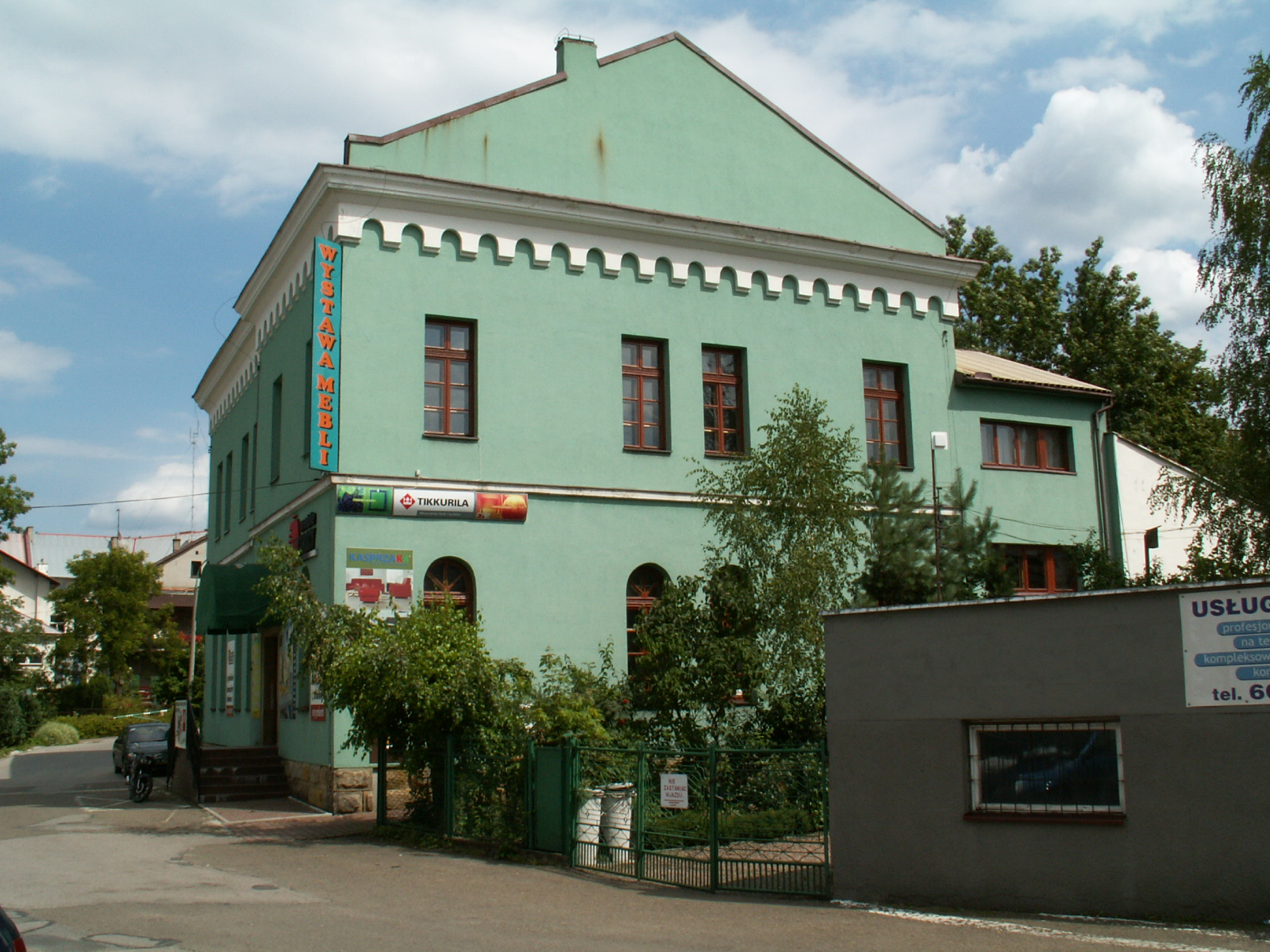
Budynek synagogi

- 1848 – w wyniku Wiosny Ludów została zniesiona pańszczyzna. Zezwolono Żydom na osiedlanie się w Kalwarii.
- 1884 – powstała linia kolejowa łącząca Kraków z Suchą Beskidzką i Zakopanem[7].
- 1887 – koronacja obrazu Matki Boskiej Kalwaryjskiej. Powstało Stowarzyszenie Zjednoczonych Rękodzielników. Liczba ludności doszła do 1500. Właścicielem Kalwarii był Jan Kanty Brandys[7].
- 1888 – powstanie linii kolejowej z Krakowa do Suchej Beskidzkiej, a następnie Kalwaria – Bielsko.
- ok. 1890 – dodanie do nazwy Kalwaria przymiotnika Zebrzydowska.
- 1896 – założenie Krajowej Szkoły Stolarskiej. W akcie erekcyjnym zostali wymienieni miejscowi rzemieślnicy – odnotowano rzemiosło stolarskie[7].
- 1896 – decyzją władz austriackich miejscowość straciła prawa miejskie.
- 1897 – 5 października poświęcenie nowej krajowej szkoły stolarskiej, w której uczyło się 16 uczniów[8],
- 1899 – została uruchomiona pierwsza Parowa Fabryka Mebli Szczepana Łojka[7].
- początek XX w. – rozbudowa miasta – zaczęły powstawać murowane domy i budynki publiczne: apteka bonifratrów z Zebrzydowic, sąd, szkoły, kościół pw. św. Józefa (1906)[7].
- 1914 – pierwsze targi i wystawa mebli, zorganizowane przez Krajowy Wydział we Lwowie.
- 1934 – Kalwaria Zebrzydowska odzyskała prawa miejskie.
- 1934–1954 – gmina zbiorowa Kalwaria z siedzibą w Kalwarii Zebrzydowskiej[9].
- 1939 – przeniesienie wyższego seminarium duchownego oo. bernardynów ze Lwowa do Kalwarii Zebrzydowskiej.
- II wojna światowa – przerwanie rozwoju gospodarczego Kalwarii, eksterminacja społeczności żydowskiej. W klasztorze stacjonowało wojsko niemieckie oraz mieszkali partyzanci Armii Krajowej.
Utrzymane zostały: Cech Rzemieślniczy, Spółdzielnia Stolarz, Spółkę Rolną oraz Bank Spółdzielczy w Kalwarii, delegowani do ich zarządów byli Niemcy, którzy mieli decydujący głos w podejmowaniu uchwał i zarządzeń. Zebrania władz odbywały raz w roku i ograniczone były do przyjęcia sprawozdań i ustanowienia prac na następny rok, które musiały być zgłaszane do Starosty Powiatowego w Krakowie, który miał prawo je uchylić.
  - 4 września 1939 r. – zajęcie Kalwarii Zebrzydowskiej przez wojska niemieckie – burmistrzem został mianowany aptekarz mgr Józef Kunze.
  - 26 października – ustanowienie granicy Generalnego Gubernatorstwa wzdłuż rzeki Skawy, Kalwaria Zebrzydowska i Lanckorona znalazły się w Generalnym Gubernatorstwie.
  - 15 listopada – na stanowisko burmistrza powołano Tadeusz Lorenca.
  - 1 stycznia 1940 – reorganizacja administracji, powołanie wójtów w Lanckoronie i Przytkowicach.
  - 1 lutego 1940 – powołano na burmistrza Kalwarii Zebrzydowskiej Jana Madonia.
  - 22 lutego 1943 – grupa wypadowa Gwardii Ludowej pod dowództwem Józefa Goduli i Franciszka Raczyńskiego opanowała stację kolejową i wspólnie z miejscową ludnością zniszczono kilka niemieckich wagonów towarowych oraz wagon z amunicją (amunicja została zatopiona)[10].
  - 24–26 stycznia 1945 – zajęcie Kalwarii Zebrzydowskiej i okolic przez Armię Czerwoną.
- Okres PRL-u – Odebranie klasztorowi majątku ziemskiego, rozszerzenie granic miasta, dynamiczny rozwój branży meblarskiej, powstały nowe zakłady. W latach 70. Kalwaria osiągnęła szczyt rozwoju[7].
- 1 stycznia 1950 – do Kalwarii włączono przysiółki Czerna, Podlesie i Sikorówka (z gromady Zebrzydowice) i Błażkówka (z gromady Brody) z gminy Kalwaria[11]
- 1976 – Kalwaria Zebrzydowska siedzibą gminy w województwie bielskim[12].

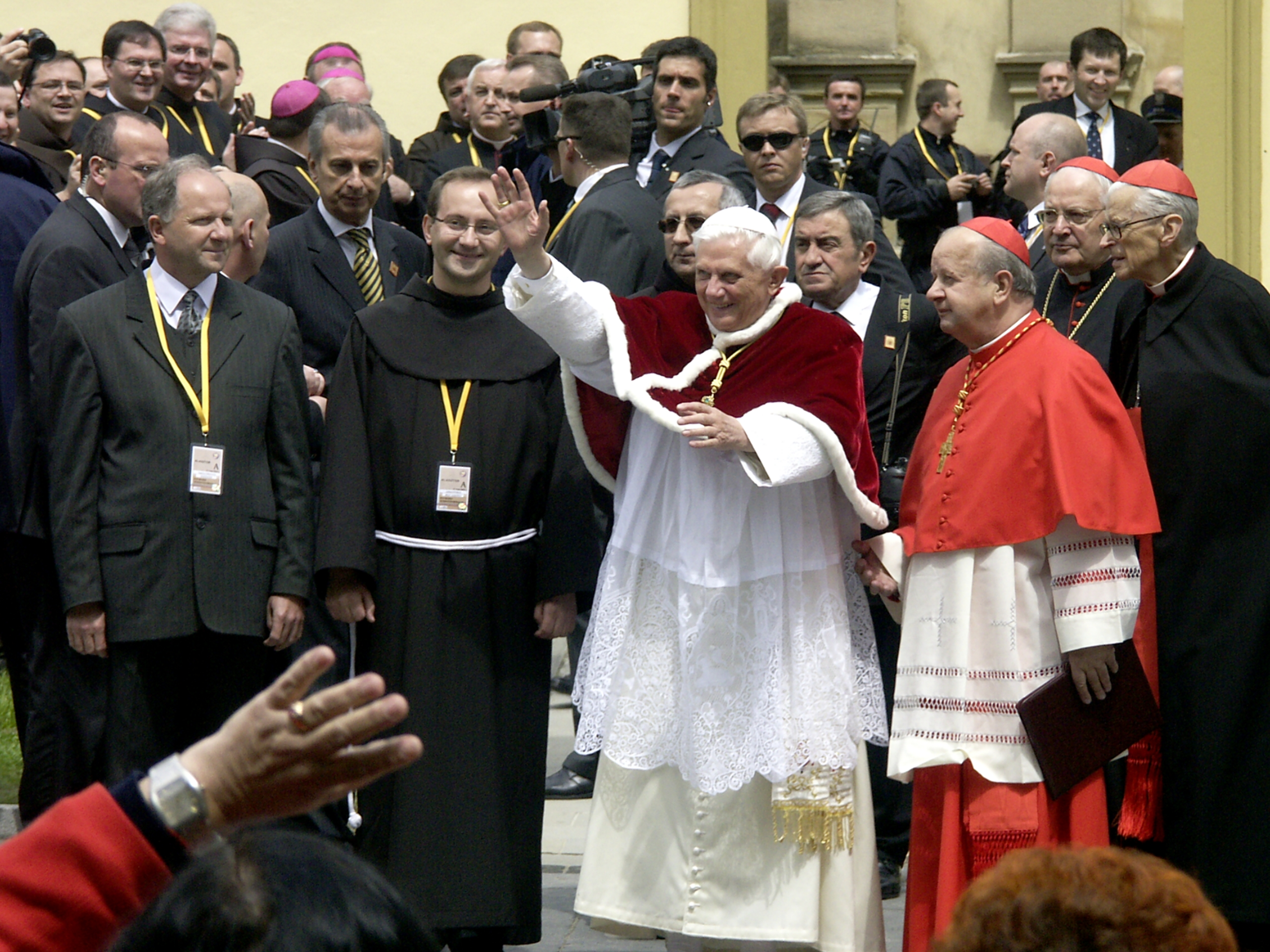
Papież Benedykt XVI podczas pobytu w Kalwarii Zebrzydowskiej

- 7 czerwca 1979 – pierwsza wizyta Jana Pawła II w Kalwaryjskim sanktuarium[7].
- 1984–1993 – budowa gmachu wyższego seminarium duchownego w miejscu dawnego pałacu Czartoryskich[7].
- 1 stycznia 1999 – gmina Kalwaria Zebrzydowska w województwie małopolskim w powiecie wadowickim.
- grudzień 1999 – wpisanie sanktuarium na listę światowego dziedzictwa Kulturowego i Naturalnego UNESCO[2].
- 19 sierpnia 2002 – druga wizyta Jana Pawła II w Kalwarii Zebrzydowskiej[7].
- 27 maja 2006 – Benedykt XVI odwiedza sanktuarium[13][14].
- 16 lipca 2011 – Benedykt XVI mianował kustosza sanktuarium o. Damiana Muskusa biskupem pomocniczym archidiecezji krakowskiej.
- 21 kwietnia 2024 - historyczny moment dla mieszkańców gminy Kalwaria Zebrzydowska, pierwszy raz od przerwy jednej kadencji po wyborach w 2014 roku, z fotela burmistrza ustępuje panujący od czasów PRL Augustyn Ormanty, którego to na stanowisku zastępuje Tadeusz Stela.

### Etymologia nazwy
- „Kalwaria” jest wyrazem łacińskim – Calvaria, oznaczającym trupią czaszkę, odpowiednik hebrajskiego Golgota – wzniesienia, na którym został ukrzyżowany Jezus Chrystus. Nazwa odnosi się do sanktuarium pasyjno-maryjnego.
- Słowo „Zebrzydowska” odnosi się do założyciela miasta i fundatora sanktuarium Mikołaja Zebrzydowskiego.

## Oświata

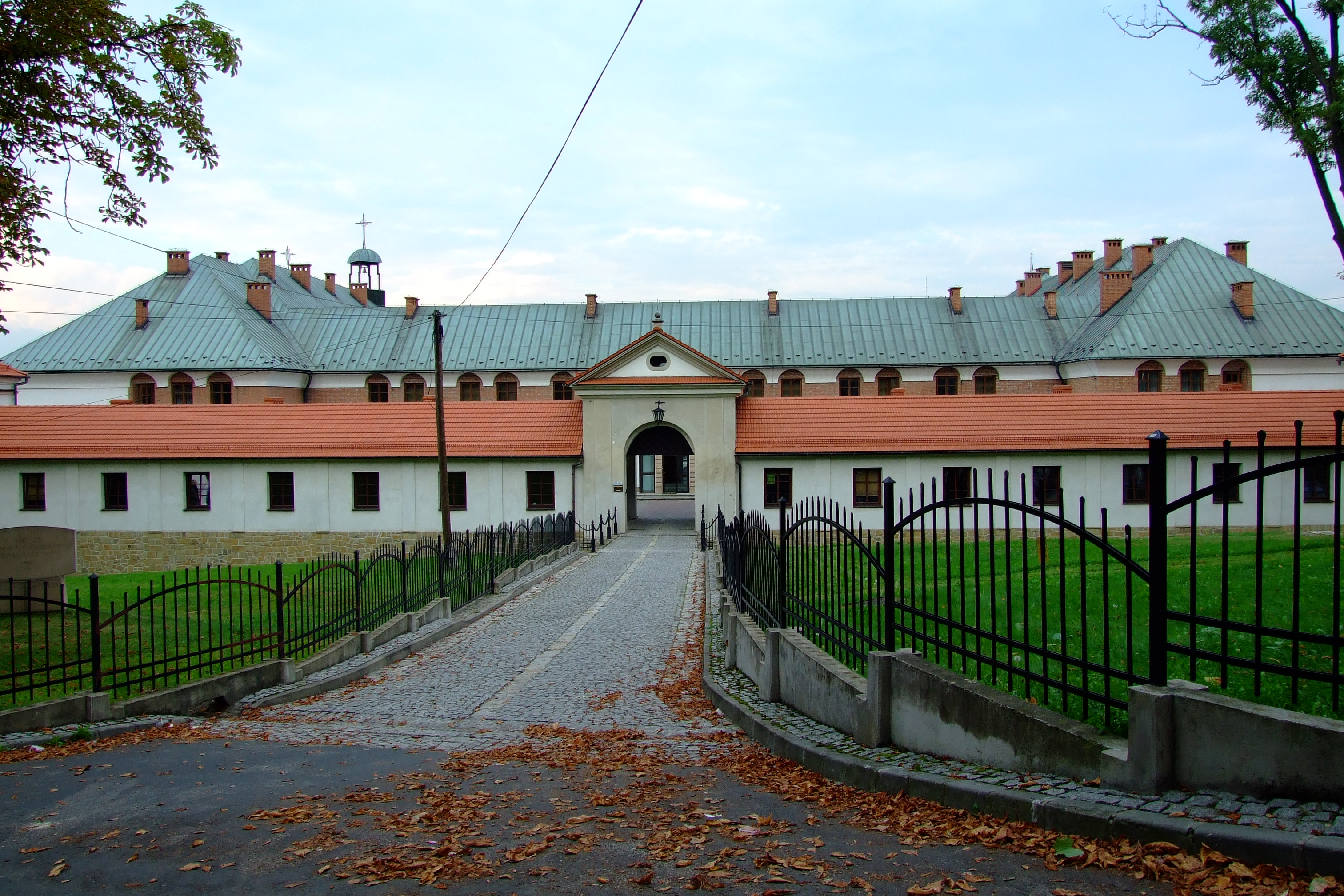
Wyższe Seminarium Duchowne oo. Bernardynów w Kalwarii Zebrzydowskiej

Wskaźnik osób z wykształceniem wyższym wynosi 4,85 (10,08 – województwo), natomiast z wykształceniem zasadniczym 38,45 (25,10 – województwo).
- Przedszkole Niepubliczne Sióstr Nazaretanek
- Zespół Szkół Nr 1 im. Mikołaja Zebrzydowskiego – szkoła podstawowa liczy 120 lat, we wrześniu 1999 roku powstało Gimnazjum, początkowo funkcjonujące oddzielnie, ale od września 2002 roku obydwie szkoły działają jako Zespół Szkół. Szkoła nosi imię Mikołaja Zebrzydowskiego – założyciela i fundatora pobliskiego sanktuarium[16].
- Zespół Szkół im. Komisji Edukacji Narodowej – szkoła powstała 16 września 1897 r. jako Krajowa Szkoła Stolarska przygotowująca uczniów do artystycznej produkcji mebli. Placówka wielokrotnie zmieniała nazwę oraz poszerzała działalność, kształcąc w innych zawodach. Obecnie w skład Zespołu Szkół wchodzą: Liceum Ogólnokształcące, Technikum, Zasadnicza Szkoła Zawodowa, Szkoła policealna[17].
- Zespół Szkół i Placówek Oświatowych im. Mikołaja Kopernika – szkoła średnia założona w 1945 r., w skład placówki wchodzi liceum ogólnokształcące oraz liceum profilowane[18].
- Specjalny Ośrodek Szkolno-Wychowawczy – założony w 1970 r. przy szkole podstawowej w Kalwarii Zebrzydowskiej, następnie przeniesiona do budynku szkoły podstawowej w Brodach, a od 1996 r. ośrodek mieści się w budynku Internatu Zespołu Szkół Zawodowych im. Komisji Edukacji Narodowej w Kalwarii Zebrzydowskiej. Do ośrodka uczęszczają uczniowie z upośledzeniem umysłowym w stopniu lekkim, mieści się szkoła podstawowa, gimnazjum oraz zasadnicza szkoła zawodowa kształcąca w zawodach stolarza i krawiec[19].
- Wyższe Seminarium Duchowne oo. Bernardynów – działające przy klasztorze oo. Bernardynów, przeniesione w 1939 r. ze Lwowa do Kalwarii Zebrzydowskiej[2].

## Wspólnoty religijne
Parafia i kościół pw. św. Józefa (ponad stuletni), w którym początkowo posługiwali oo. bernardyni. Jednak dekretem Kardynała Sapiehy z 1942 roku zostaje erygowana parafia.
Działalność duszpasterską prowadzi także Kościół Adwentystów Dnia Siódmego posiadający własny zbór przy ulicy Wojska Polskiego 6.

## Kalwaria a Jan Paweł II
Kalwaryjskie sanktuarium było miejscem częstych wizyt i modlitw Karola Wojtyły. Jako papież Jan Paweł II był w nim dwukrotnie: 7 czerwca 1979 roku i 19 sierpnia 2002. W 1998 przyjął Honorowe Obywatelstwo miasta, a 15 sierpnia 2020 podczas obchodów odpustu Wniebowzięcia Najświętszej Maryi Panny, zostanie oficjalnie ogłoszony patronem miasta.

Kalwaria ma w sobie coś takiego, że człowieka wciąga. Co się do tego przyczynia?
Może i to naturalne piękno krajobrazu, który się stąd roztacza u progu polskich Beskidów...

Sanktuarium Matki Bożej – i Dróżki. Nawiedzałem je wiele razy, począwszy od moich lat chłopięcych i młodzieńczych. Nawiedzałem je jako kapłan. Szczególnie często nawiedzałem sanktuarium kalwaryjskie jako arcybiskup krakowski i kardynał. (...) Jednakże najczęściej przybywałem tutaj sam i wędrowałem po dróżkach Pana Jezusa i Jego Matki, rozpamiętywałem Ich najświętsze tajemnice.

Przybywam dziś do tego Sanktuarium jako pielgrzym, tak jak przychodziłem tu jako dziecko i w wieku młodzieńczym. Staję przed obliczem kalwaryjskiej Madonny, jak wówczas, gdy przyjeżdżałem tu jako biskup z Krakowa, aby zawierzać Jej sprawy archidiecezji i tych, których Bóg powierzył mojej pasterskiej pieczy. Przychodzę tu i jak wtedy mówię: Witaj! Witaj, Królowo, Matko Miłosierdzia!.

## Miasta partnerskie
- Hameln, Niemcy[potrzebny przypis]
- Lewocza, Słowacja[potrzebny przypis]

## Odznaczenia
- Krzyż Partyzancki (1985)[23]